# 2026年冬季奥林匹克运动会新加坡代表团
2026年冬季奥林匹克运动会新加坡代表团是新加坡所派出的第25届冬季奥林匹克运动会代表团。这是新加坡第二次参加冬季奥林匹克运动会。

## 参赛者统计
以下是参加本届运动会每个运动大项的参赛选手人数列表。
| 大项     | 男子 | 女子 | 合计 |
| -------- | ---- | ---- | ---- |
| 高山滑雪 | 1    | 0    | 1    |
| 合计     | 1    | 0    | 1    |

## 高山滑雪
新加坡迄今已有一名男子高山滑雪运动员通过基本配额认证。